# Joelinton
Joelinton (* 14. August 1996 in Aliança, Pernambuco; bürgerlich Joelinton Cassio Apolinário de Lira) ist ein brasilianischer Fußballspieler. Der Offensivspieler steht seit 2019 bei Newcastle United unter Vertrag und debütierte 2023 in der A-Nationalmannschaft.

## Karriere

### Verein
Joelinton spielte seit seinem 14. Lebensjahr für Sport Recife. 2014 debütierte er am 20. März 2014 in der Liga do Nordeste, als er in der 62. Spielminute Neto Baiano ersetzte. Dies blieb sein einziger Einsatz. Am 2. November 2014 absolvierte er beim 1:0-Sieg im Heimspiel gegen den Figueirense FC sein erstes Spiel in der Série A, als er in der 46. Spielminute für Danilo eingewechselt wurde. Sein erstes Tor in diesem Wettbewerb erzielte er am 23. November 2014 beim 2:2 gegen Fluminense Rio de Janeiro zur 2:1-Führung nach 40 Minuten. Sieben Spiele und zwei Tore stehen dort insgesamt in jenem Jahr für ihn zu Buche. 2014 gewann er mit dem Klub sowohl die Staatsmeisterschaft von Pernambuco (Campenonato Pernambuco) als auch die Liga do Nordeste. 2015 weist die Statistik für ihn elf Spiele und zwei Tore im Campenonato Pernambuco sowie neun Einsätze und ein Tor in der Liga do Nordeste aus. In der Série A bestritt er fünf Partien und traf einmal ins gegnerische Tor.
Im Juni 2015 wurde der deutsche Bundesligist TSG 1899 Hoffenheim auf Joelinton aufmerksam und verpflichtete ihn zur Saison 2015/16. Er unterschrieb einen Vertrag mit einer Laufzeit bis zum 30. Juni 2020. Am 18. Dezember 2015 kam Joelinton bei der 0:1-Auswärtsniederlage gegen den FC Schalke 04 zu seinem Bundesliga-Debüt, nachdem er in der Nachspielzeit für Jonathan Schmid eingewechselt worden war. Es blieb sein einziger Saisoneinsatz.
Zur Saison 2016/17 wurde Joelinton für zwei Jahre an den österreichischen Bundesligisten SK Rapid Wien verliehen. Sein erstes Pflichtspieltor erzielte er bei seinem ersten Einsatz für Rapid am 8. Juli 2016 beim 3:1-Auswärtssieg in der ersten Runde des ÖFB-Cups gegen den FC Karabakh Wien. Nach der Saison 2017/18 verließ Joelinton Rapid nach dem Ende der Leihe und kehrte zur TSG Hoffenheim zurück.
Zur Saison 2019/20 wechselte Joelinton in die englische Premier League zu Newcastle United, wo er einen Vertrag bis 2025 unterschrieb. Der Stürmer war auf Anhieb Stammspieler und erreichte mit seiner Mannschaft in der Spielzeit 2022/23 als Tabellenvierter den Einzug in die Champions League.

### Nationalmannschaft
Joelinton debütierte im Juni 2023 bei einem Testspiel gegen Guinea in der A-Nationalmannschaft und erzielte beim 4:1-Sieg das Führungstor.

## Erfolge
Sport Recife
- Staatsmeister von Pernambuco: 2014
- Copa do Nordeste: 2014